# Joseph Kamga
Joseph Kamga (1953. augusztus 17. – ) kameruni válogatott labdarúgó.

## Pályafutása

### Klubcsapatban
1977 és 1982 között az Union Douala csapatában játszott. 

### A válogatottban
1981 és 1982 között 1 alkalommal szerepelt a kameruni válogatottban. Részt vett az 1982-es világbajnokságon.

## Sikerei, díjai
Union Douala
- Kameruni bajnok (1): 1978
- CAF-bajnokok ligája (1): 1979
- Kupagyőztesek Afrika-kupája (1): 1981